# Disturbios en Zengcheng de 2011
Los disturbios en Zengcheng de 2011 comenzaron el 10 de junio de 2011 en Zengcheng, Guangdong, China. Los manifestantes fueron principalmente trabajadores migrantes en Xintang.

## Antecedentes
El 10 de junio de 2011, una mujer embarazada de 20 años llamada Wang Lianmei (王联梅) fue maltratada por personal de seguridad frente a un supermercado en la aldea de Dadun, Xintang. El personal de seguridad fue contratado por el gobierno local. En la refriega, la mujer cayó al suelo y su esposo Tang Xuecai (唐学才) fue golpeado. Ambos son de la provincia de Sichuan.

## Eventos
El incidente comenzó a última hora del viernes 10 de junio y los disturbios duraron varios días en Xintang. El 11 de junio participaron más de mil personas. Se destrozaron coches y saquearon cajeros automáticos. La policía fue atacada.
Alrededor de las 9 de la noche del domingo 12 de junio, más de 1000 trabajadores migrantes comenzaron a reunirse. Los manifestantes marcharon hacia la ciudad de Phoenix, donde las filas de la policía formaron una barricada humana. La policía utilizó gases lacrimógenos para dispersar a la multitud. Miles de alborotadores volcaron vehículos de la policía e incendiaron oficinas del gobierno local. Cerca de 25 personas fueron arrestadas, pero no se reportaron muertes.